# 第1警戒群
第1警戒群（だい1けいかいぐん）は、笠取山分屯基地に所在した中部航空警戒管制団隷下の部隊である。

## 沿革
※笠取山分屯基地としての沿革も含む
- 1955年（昭和30年）07月： 米軍レーダー基地開設
- 1956年（昭和31年）11月： 東部訓練航空警戒群第3警戒隊第1中隊編成
- 1957年（昭和32年）09月： 第1中隊・第9081部隊笠取山移動
- 1958年（昭和33年）07月： 米軍からADDC移管
- 1958年（昭和33年）12月： 米軍撤退
- 1961年（昭和36年）07月： 中部航空警戒管制団第1警戒群と改称
- 1973年（昭和48年）10月： 第4高射群指揮所運用隊編成完結
- 1993年（平成05年）03月： 第4高射群指揮所運用隊岐阜基地へ移動
- 1999年（平成11年）10月： F3Dレーダーへの換装
- 2001年（平成13年）02月： 警備保全監視装置設置
- 2006年（平成18年）07月： 基地開設50周年記念行事執行
- 2007年（平成19年）01月： 防衛庁から防衛省に昇格
- 2008年（平成20年）05月： J/FPS-3A(UG)改修
- 2016年（平成28年）07月： 基地開庁60周年記念行事執行
- 2021年（令和03年）06月末：廃止（第1警戒隊へ改編）

## 部隊編成
- 群本部
- 監視管制隊
- 通信電子隊
- 基地業務隊

## 主要幹部
| 代 | 氏名       | 在職期間                                                    | 前職                                         | 後職                                    |
| -- | ---------- | ----------------------------------------------------------- | -------------------------------------------- | --------------------------------------- |
|    |            | 0000年00月00日 - 0000年00月00日                             |                                              |                                         |
|    | 高杉文造   | 1966年07月16日 - 1968年07月15日                             | 統合幕僚学校教官                             | 自衛隊宮崎地方連絡部長                  |
|    | 名倉司     | 1968年07月16日 - 1970年07月15日                             | 実験航空隊電子実験隊長                       | 航空自衛隊第5術科学校第3分校長          |
|    | 田中三元   | 1970年07月16日 - 1972年03月15日                             | 航空自衛隊幹部学校勤務                       | 航空自衛隊第5術科学校第1教育部長        |
|    | 佐戸井長吉 | 1972年03月16日 - 1973年02月15日                             | 航空幕僚監部防衛部運用課 通信電子班長        | 北部航空警戒管制団副司令                |
|    | 今泉益雄   | 1973年02月16日 - 1974年07月15日                             | 航空自衛隊第5術科学校教務課長                | 北部航空警戒管制団 北部防空管制群司令   |
|    | 原口範男   | 1974年07月16日 - 1976年03月15日                             | 航空自衛隊第4術科学校第1教育部長             | 統合幕僚会議事務局第2幕僚室勤務         |
|    | 金山光貞夫 | 1976年03月16日 - 1977年07月31日                             | 保安管制気象団司令部防衛部長                 |                                         |
|    | 島田義男   | 1977年08月01日 - 1978年07月31日                             | 航空実験団電子実験隊長                       | 航空自衛隊補給統制処勤務                |
|    | 早田匡之   | 1978年08月01日 - 1981年02月09日                             | 統合幕僚会議事務局第5幕僚室勤務              | 西部航空警戒管制団 西部防空管制群司令   |
|    | 大塚周治   | 1981年02月10日 - 1982年03月15日                             | 航空幕僚監部防衛部防衛課研究班長             | 航空幕僚監部防衛部調査第1課長           |
|    | 渋谷高根   | 1982年03月16日 - 1983年03月15日                             | 航空総隊司令部防衛部指揮班長                 | 航空自衛隊幹部候補生学校業務部長        |
|    | 古谷道彦   | 1983年03月16日 - 1985年03月15日                             | 防空指揮群副司令                             | 中部航空警戒管制団 中部防空管制群司令   |
|    | 米倉隆     | 1985年03月16日 - 1987年03月31日                             | 航空自衛隊幹部学校勤務                       | 第13飛行教育団副司令                    |
|    | 坂元政成   | 1987年04月01日 - 1989年03月15日                             | 北部航空方面隊司令部装備部計画班長           | 航空自衛隊第4術科学校第1教育部長        |
|    | 鉢迫良夫   | 0000年00月00日 - 1991年07月31日                             |                                              | 第12飛行教育団航空学生教育群司令        |
|    | 磯田誠二   | 0000年00月00日 - 1992年11月30日                             |                                              | 航空幕僚監部監理部監理課監理班長        |
|    | 北村善信   | 0000年00月00日 - 1994年11月30日                             |                                              | 航空支援集団司令部総務部総務課長        |
|    |            | 0000年00月00日 - 0000年00月00日                             |                                              |                                         |
|    | 野呂周生   | 1996年08月01日 - 1998年07月31日                             | 航空幕僚監部調査部調査第1課 調査第2班長      | 自衛隊体育学校第1教育課長               |
|    | 佐野健一郎 | 1998年08月01日 - 2000年03月31日                             | 第12飛行教育団航空学生教育群司令             | 航空安全管理隊教育研究部長              |
|    | 古屋貞彦   | 0000年00月00日 - 2002年03月31日                             |                                              | 防空指揮群副司令                        |
|    | 早田重男   | 2002年04月01日 - 2004年03月31日                             | 統合幕僚会議事務局第5幕僚室勤務              | 警戒航空隊副司令（浜松）                |
|    | 山下俊司   | 0000年00月00日 - 0000年00月00日                             |                                              |                                         |
|    | 佐藤眞一   | 0000年00月00日 - 0000年00月00日                             |                                              |                                         |
|    | 井田竜夫   | 2007年12月03日 - 2010年03月31日 ※2009年01月01日 1等空佐昇任 | 航空自衛隊補給本部勤務 （2等陸佐）           | 南関東防衛局調達部首席検査官            |
|    | 谷口弘尚   | 2010年04月01日 - 2012年04月01日                             | 航空総隊司令部勤務                           | 航空自衛隊第5術科学校第1教育部長        |
|    | 神田俊英   | 2012年04月02日 - 2014年03月31日                             | 北部航空方面隊司令部総務部 援護業務課長      | 航空保安管制群副司令                    |
|    | 岩井田智   | 2014年04月01日 - 2017年04月30日                             | 防衛監察本部統括監察官付第5監察班 監察調査官 | 中部航空方面隊司令部総務部 援護業務課長 |
|    | 宮本裕徳   | 2017年05月01日 -                                            | 航空総隊司令部勤務                           |                                         |